# La Sénia
La Sénia és una vila i municipi  de la comarca del Montsià situat al límit amb el País Valencià. Al llarg del segle XX i fins a l'actualitat, la Sénia ha estat reconeguda per la seva destacada indústria del moble.

## Etimologia
El nom de la localitat prové de l'àrab "sāniya", bèstia o eina que serveix per pouar, del verb "sāna", que significaria "pouar". La localitat comparteix el seu nom amb el riu Sénia, que travessa el municipi.

## Història

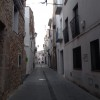
Detall d'un dels carrers de la part antiga de la Sénia.

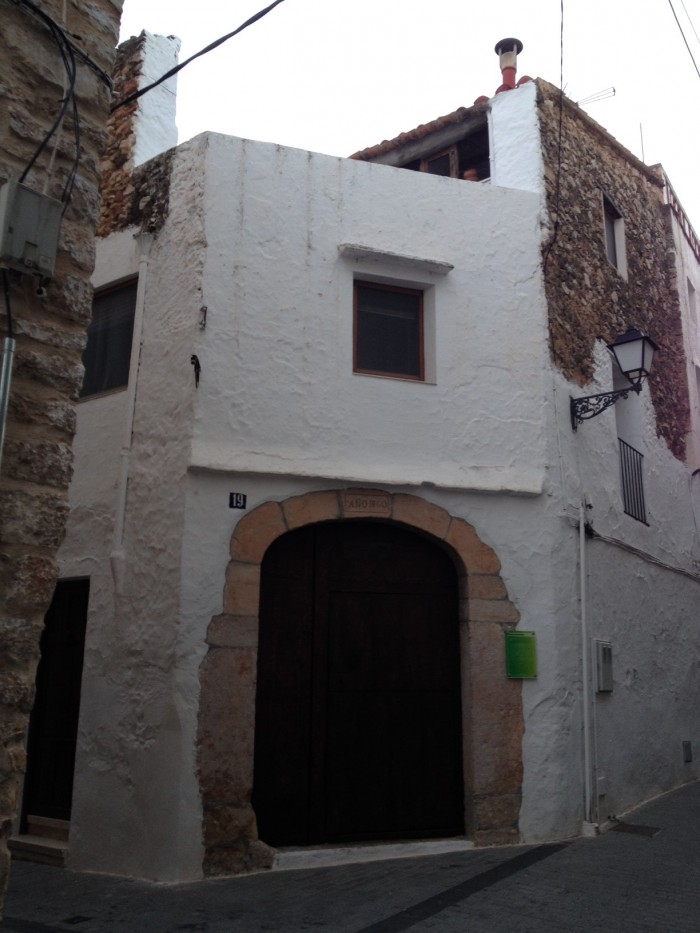
Antic forn de Raimundo.

### Prehistòria
S'han trobat restes materials que demostren la presència de pobladors en temps prehistòrics. La zona de la Sénia ha estat ocupada des de temps remots. Les coves dels Rossegadors i de la Tenalla contenen pintures rupestres de l'art llevantí, que són testimoni de la vida nòmada estacional de petits grups d'humans de l'Epipaleolític. Aquestes pintures mostren la fauna de l'època, figures humanes caçadores, detalls de la vestimenta masculina i femenina, així com escenes d'activitats de caça i composicions de significat desconegut.

### Antic Règim
Les terres del riu Sénia van romandre sota la jurisdicció de l'Orde de Sant Joan des de 1178, sota la comanda del castell d’Ulldecona. Va ser aquest orde qui va atorgar la primera carta de població a Guillem de Moragues, natural de Tortosa. La Sénia, llavors anomenada Cenia, va ser reconeguda com a vila el 17 d’abril de 1232. Posteriorment, el 25 de gener de 1235, Guillem de Moragues va concedir una nova carta de població als habitants de la Sénia.
Durant la guerra civil catalana el 1462, la Sénia va participar activament contra Joan el Sense Fe i va ser assaltada diverses vegades per les tropes reials, fins que finalment es va rendir el juny de 1466. El 1536, la vila va ser incorporada a la comanda de Mirambell.
El 1716, després de la guerra de Successió Espanyola, la població va perdre nombrosos privilegis i llibertats forals amb la implementació dels Decrets de Nova Planta de Felip V.

### Edat contemporània
Durant la Guerra del Francès, la vila de la Sénia va realitzar importants contribucions. Quan va ser conquerida, juntament amb la resta del Montsià i el Baix Ebre, va quedar inclosa en el departament francès de les Boques de l'Ebre. En aquest període, la Sénia va adquirir rellevància a causa de la seva indústria de construcció naval. Després de l'expulsió dels francesos de la comarca del Montsià, es va restaurar l'absolutisme amb el retorn de Ferran VII al tron espanyol.
Amb la primera guerra carlina (1833-1839), l'ocupació del general Cabrera va provocar un setge constant a la població per part de les tropes isabelines, fins a l'any 1840 quan el general Leopoldo O'Donnell va derrotar a Ramon Cabrera.
El 18 d'abril de 1871, el rei Amadeu I va establir el títol nobiliari espanyol de Marquesat de la Sénia en favor de Fernando Cotoner y Chacón, que ocupava els rangs de tinent general, capità general de Puerto Rico i ministre de guerra. Posteriorment, el 15 d'agost de 1882, Alfons XII va concedir al títol la distinció de Gran d'Espanya.
El 1907 va quedar instal·lada l'electricitat en la població.
El 1937 es va construir un camp d'aviació a la partida dels Plans amb finalitats militars. En aquest aeroport primer van pilotar aviadors republicans i més tard els de la Legió Còndor.
Als anys 80, es va normalitzar l'ortografia del nom municipi passant de la forma Cenia a la Sénia.

## Geografia
- Llista de topònims de la Sénia (Orografia: muntanyes, serres, collades, indrets…; hidrografia: rius, fonts...; edificis: cases, masies, esglésies, etc.).

## Entitats de població
Població del municipi per nucli segons l'Idescat el 2023
| Entitat de població | Habitants (2024) |
| la Sènia            | 5.571            |
| els Plans           | 47               |
| Font: Idescat       |                  |

## Demografia
| 1497 f | 1515 f | 1553 f | 1717 | 1787 | 1857  | 1877  | 1887  | 1900  | 1910  |
| ------ | ------ | ------ | ---- | ---- | ----- | ----- | ----- | ----- | ----- |
| 76     | 67     | 88     | 335  | -    | 2.532 | 3.062 | 3.170 | 3.452 | 3.362 |

| 1920  | 1930  | 1940  | 1950  | 1960  | 1970  | 1981  | 1990  | 1992  | 1994  |
| ----- | ----- | ----- | ----- | ----- | ----- | ----- | ----- | ----- | ----- |
| 3.305 | 3.295 | 3.120 | 3.151 | 3.089 | 4.100 | 4.638 | 4.818 | 4.930 | 4.930 |

| 1996  | 1998  | 2000  | 2002  | 2004  | 2006  | 2008  | 2010  | 2012  | 2014  |
| ----- | ----- | ----- | ----- | ----- | ----- | ----- | ----- | ----- | ----- |
| 5.045 | 5.029 | 5.034 | 5.579 | 5.735 | 5.976 | 6.225 | 6.087 | 2.083 | 5.893 |

| 2016  | 2018  | 2020  | 2022  | 2024  | 2026 | 2028 | 2030 | 2032 | 2034 |
| ----- | ----- | ----- | ----- | ----- | ---- | ---- | ---- | ---- | ---- |
| 5.654 | 5.644 | 5.640 | 5.475 | 5.594 | -    | -    | -    | -    | -    |

## Política
Nombre de regidors per partit
| PSC                                                                                          | 3  | 3  | 4  | 3  | 4  | 5  | 6  | 5  | 2  | 1  | 1  | 1  |
| PP                                                                                           | -  | 3  | 1  | 2  | 3  | 1  | 2  | 2  | 3  | 2  | -  | -  |
| ERC                                                                                          | -  | -  | -  | -  | 0  | 0  | 1  | 1  | 1  | 1  | 2  | 5  |
| ECP                                                                                          | -  | -  | 4  | 4  | 5  | -  | -  | 4  | 4  | 8  | 8  | 5  |
| CiU                                                                                          | -  | 1  | 2  | 2  | 1  | 5  | 2  | 1  | 3  | 1  | -  | -  |
| PSUC                                                                                         | 3  | 4  | 5  | -  | -  | -  | -  | -  | -  | -  | -  | -  |
| Altres                                                                                       | 6a | -  | -  | -  | 0b | 2b | 2b | -  | -  | -  | 2c | 2c |
| Total                                                                                        | 11 | 11 | 11 | 11 | 13 | 13 | 13 | 13 | 13 | 13 | 13 | 13 |
| a Agrupación Electores Independientes; b Seniencs Independents - FIC c Alternativa Senienca; |    |    |    |    |    |    |    |    |    |    |    |    |

## Edificis d'interès
- Sant Bartomeu de la Sénia

## Poblacions agermanades
- Cazorla (Andalusia)